# Nickelbasislegierung

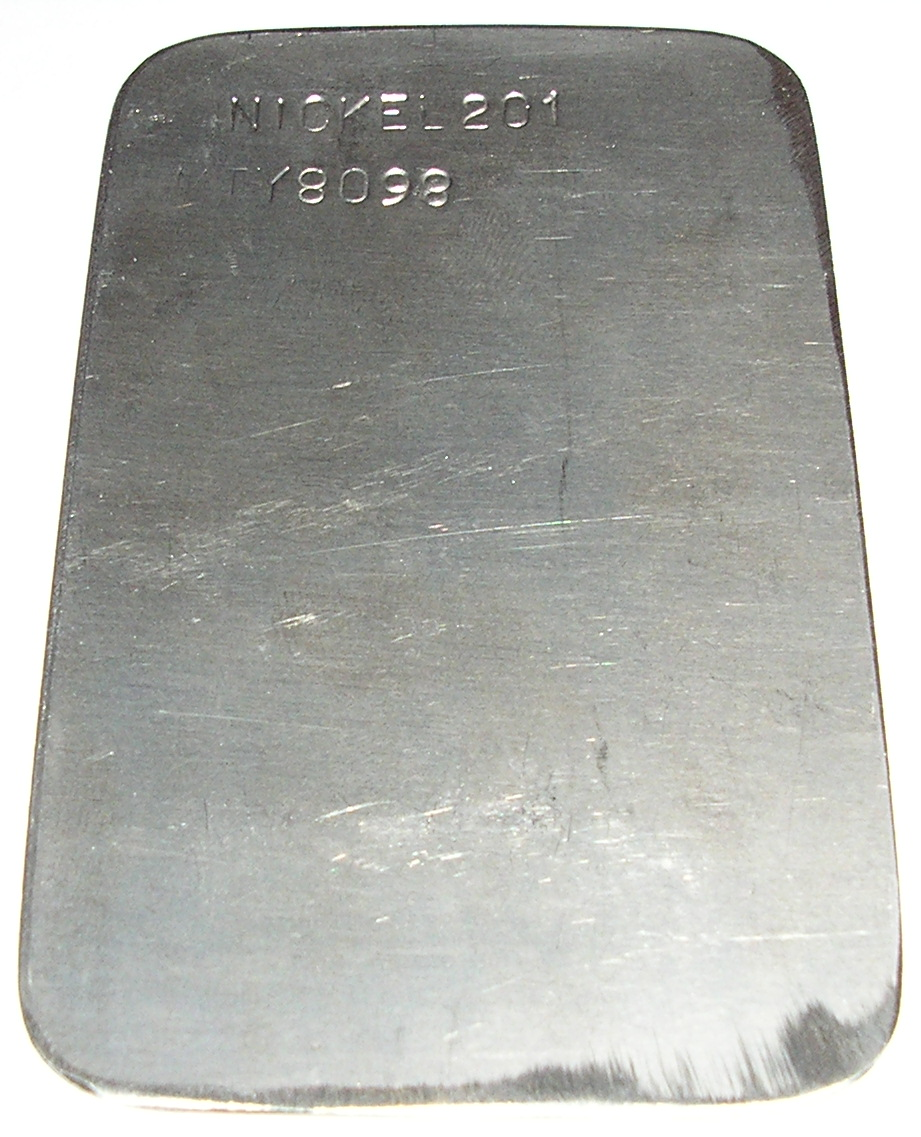
Coupon aus niedriglegiertem Nickel

Nickelbasislegierungen sind Werkstoffe, deren Hauptbestandteil Nickel ist und die mit mindestens einem anderen chemischen Element eine Legierung bilden. Die Herstellung erfolgt meist durch ein Schmelzverfahren.

## Eigenschaften und Zusammensetzung
Nickellegierungen werden oft aufgrund ihrer sehr guten Korrosions- und Hochtemperaturbeständigkeit eingesetzt. Bis kurz vor dem Schmelzpunkt tritt bei diesen Legierungen kein Kriechen auf. Einige Legierungen werden aufgrund ihrer geringen thermische Dehnung, hohen Magnetpermeabilät oder ihres (hohen) spezifischen elektrischen Widerstands eingesetzt. 
Verwendet werden insbesondere Nickel-Kupfer-, Nickel-Eisen-, Nickel-Eisen-Chrom-, Nickel-Chrom-, Nickel-Molybdän-Chrom-, Nickel-Chrom-Kobalt- sowie niedriglegierte Legierungen (mit einem Nickelanteil von bis zu 99,9 %) und Mehrstofflegierungen. Die meisten Nickellegierungen sind nach internationalen Normen klassifiziert.

## Anwendungsgebiete
Nickelwerkstoffe finden vielseitige Verwendung:
- in der chemischen Industrie für verfahrenstechnische Anlagen wie Kondensatorrohre, Kessel, Wärmeübertrager, Ventile und Pumpen
- Luftfahrt (z. B. Triebwerke, Turbinen, Befestigungsteile)
- Automobilindustrie (z. B. Ventiltechnik, Katalysatoren)
- Seewasserfeste Komponenten für Entsalzungsanlagen sowie im Schiffbau
- Energieerzeugung (z. B. Kraftwerksgeneratoren)
- Öl- und Gasförderung (z. B. Bohrwerkzeuge)
- Umweltschutz und Abfallwirtschaft (z. B. Rauchgasentschwefelungsanlagen, Müllverbrennungsanlagen, Meerwasserentsalzungsanlagen)
- Elektronische und haushaltstechnische Anwendungen (Heizleiterlegierungen, als Thermoelemente, elektronische Schaltungen, Computerherstellung, Küchenmaschinen, Küchenherde)
- Münzprägung.

Nickel-Kupfer-Legierungen werden zur Münzprägung, als Thermoelemente, für verfahrenstechnische Anlagen wie Kondensatorrohre, Wärmetauscher, sowie in seewasserfesten Komponenten wie Entsalzungsanlagen, Schiffsschrauben etc. eingesetzt. 
Nickel-Chrom-Legierungen werden für viele Hochtemperaturanwendungen eingesetzt, etwa Öfen, Strahltriebwerksteile und Reaktionsgefäße. 
Molybdänhaltige Nickellegierungen zeichnen sich durch ihre Korrosionsbeständigkeit und thermische Stabilität aus und werden wie Nickel-Eisen-Chrom-Legierungen in nuklearen und fossilen Dampferzeugern, in der Lebensmittelindustrie und in Anlagen zur Wärmebehandlung verwendet. 
Die Mehrzahl der Permanentmagnete bestehen aus Nickel-Gusseisenlegierungen.
Weitere Gruppen von Nickellegierungen werden nach ihren spezifischen Eigenschaften für säurebeständige Ausrüstungen, Heizelemente für Öfen, kryogene Anwendungen, die Lagerung von verflüssigten Gasen und chirurgische Implantate und Prothesen verwendet.

## Herstellung
Nickellegierungen werden bevorzugt offen (an Luft) im Lichtbogenofen erschmolzen, teilweise auch im  Induktionsschmelzverfahren, offen oder im Vakuum. Es schließt sich meist eine AOD-Behandlung (englisch argon oxygen decarburization) oder eine Umschmelzung nach dem Elektroschlacke-Umschmelzverfahren (ESU) an.

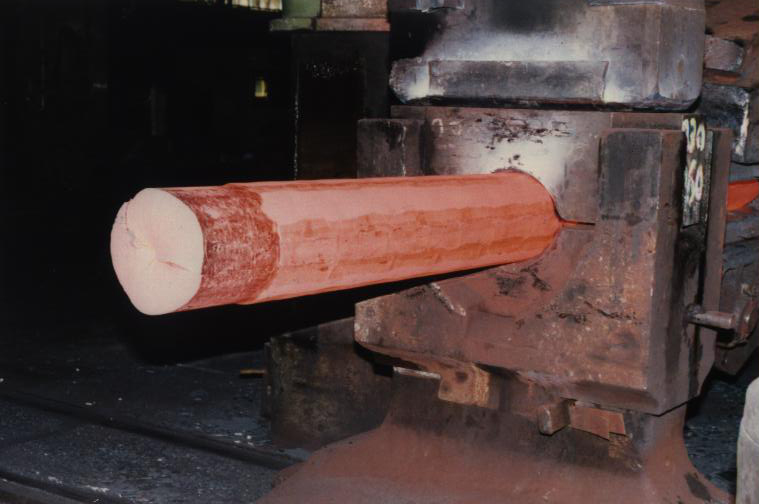
Schmieden eines Stabes aus einer Nickellegierung

Eine weitere Möglichkeit zur Herstellung ist mit dem so genannten mechanischen Legieren gegeben. Dabei wird mit hohem Energieeinsatz ein Gemisch aus Legierungspulver mit Oxiden vermischt, um auf diese Weise ein besonders homogenes und hochwarmfestes Gefüge zu erhalten.
Aus den so gegossenen Brammen werden durch Warm- und eventuell anschließender Kaltwalzschritte Bleche und Bänder hergestellt und Stäbe geschmiedet oder gewalzt. Rohre werden in speziellen Rohrreduzierwerken aus Blöcken oder in Pilgerrohrwalzwerken aus Luppen hergestellt, Drähte in Drahtwalz- oder -ziehwerken.

## Superlegierungen
Superlegierungen auf der Basis von Nickel bezeichnen Legierungen mit einer besonderen Zusammensetzung, die speziell für Hochtemperaturanwendungen (z. B. im Triebwerksbau) produziert werden.
Der Hauptvorteil der Nickelbasis-Superlegierungen besteht in ihren Kriech- und Ermüdungsfestigkeiten bei hohen Temperaturen. Ab etwa 550 °C sind sie diesbezüglich den Warmarbeitsstählen überlegen. Die Härtung durch intermetallische Phasen bewirkt, dass Nickelbasis-Superlegierungen bis nahe an ihren Schmelzpunkt eingesetzt werden können und in diesem Temperaturbereich selbst Refraktärmetalle übertreffen.
Die Festigkeit wird dabei in der Regel durch Zulegieren von Aluminium und/oder Titan erreicht. Die entstehenden Ni3[Al,Ti]-Ausscheidungen nehmen bei höheren Legierungsgehalten eine charakteristische blockförmige Struktur an. In der kommerziell am weitesten verbreiteten Legierung IN718 findet die Aushärtung durch Ni3Nb-Ausscheidungen statt. Das Kriechen wird durch Korngrenzennetzwerke von M23C6-Karbiden verhindert.
Da außerdem ihre Korrosionsbeständigkeit durch Bildung einer undurchlässigen Oxidschicht sehr hoch ist, sind sie die erste Wahl für Konstruktionswerkstoffe in Gasturbinen von Kraftwerken und in Flugzeugturbinen. Dabei werden für die Turbinenscheiben einfache Schmiedebauteile und für die Turbinenschaufeln höher legierte Gussbauteile eingesetzt, die meist gerichtet und als Einkristall hergestellt werden. Solche Turbinenschaufeln können mit Hilfe von Beschichtungen und interner Luftkühlung sogar bei Umgebungstemperaturen jenseits des Schmelzpunkts ihrer Legierung (etwa 1200 °C) eingesetzt werden.

## Beispiele

### Alloy 718
| Hersteller                   | Special Metals Corporation, VDM Metals |
| Werkstoffnummer / UNS-Nummer | 2.4668 / N07718                        |
| Kurzname                     | NiCr19NbMo                             |
| Dichte                       | 8,19 g/cm³                             |

Chemische Zusammensetzung: 0,04 % C; 19 % Cr; 3,0 % Mo; 52,5 % Ni; 0,9 % Al; ≤0,1 % Cu; 5,1 % Nb; 0,9 % Ti; 19 % Fe.
Diese mit Ni3[Nb,V]-Ausscheidungen verstärkte Superlegierung macht noch heute 60–70 % des Volumens aller Nickelbasislegierungen aus.

### Alloy 600
| Hersteller                   | Special Metals Corporation, VDM Metals, BGH Edelstahl Freital |
| Werkstoffnummer / UNS-Nummer | 2.4816 / N06600                                               |
| Kurzname                     | NiCr15Fe                                                      |

Gute Widerstandsfähigkeit gegenüber allgemeiner Korrosion und Spannungsrisskorrosion. Hervorragende Oxidationsbeständigkeit bis ca. 1150 °C. Nicht einsetzbar oberhalb 550 °C in schwefelhaltiger Atmosphäre. In Kohlendioxid liegt die Einsatzgrenze bei 500 °C, da ab 650 °C starke Korrosion einsetzt.
In Natrium sollte Alloy 600 nicht oberhalb 750 °C eingesetzt werden, da ab dieser Temperatur Materialabbau erfolgt.
In chlorfreiem Wasser bis 590 °C verwendbar.
Mit allen bekannten Schweißverfahren gut schweißbar. Vor dem Schweißen sollte geglüht werden. Gut löt- und hartlötbar. Sehr gute Duktilität. Als hoch nickelhaltige Legierung besitzt Alloy 600 bei hoher Temperatur sehr gute mechanische Eigenschaften. Da es sich um einen weichen, zähen Werkstoff handelt, wird die spanabhebende Verarbeitung erleichtert, wenn das Material nicht im geglühten, sondern im walzharten Zustand bearbeitet wird.
Alloy 600 ist Standardwerkstoff für den Bau von Druckwasserreaktoren, Ofenbau, Synthetikfaserherstellung, Glaswannenabzüge, Kunststoffindustrie, Papierherstellung, Nahrungsmittelverarbeitung, Dampfkessel, Destillationskolonnen sowie Flugmotoren.